# B-SIDE THE BACK HORN
『B-SIDE THE BACK HORN』（ビーサイド ザ・バックホーン）は、2013年9月18日にSPEEDSTAR RECORDSより発売されたTHE BACK HORNのコンピレーション・アルバム。

## 概要
バンド結成15周年を記念してリリースされた初のB面集。21stシングル「バトルイマ」と同時発売。
インディーズシングル「風船」から20thシングル「シリウス」までに収録された、オリジナル・アルバム未収録のC/W曲と、オムニバスコンピレーション・アルバムのみに収録された楽曲を収録。

## 収録曲

### Disc 1
全作曲・編曲：THE BACK HORN
1. 異国の空＜New Recording＞
1stシングル「サニー」C/Wの新録バージョン。
2. サイレン
3rdシングル「世界樹の下で」C/W。
3. ガーデン
4thシングル「涙がこぼれたら」C/W。
4. 青空
5thシングル「未来」C/W。
5. 楽園
6thシングル「光の結晶」C/W。
6. 思春歌
7thシングル「生命線」C/W。
7. 針の雨
8thシングル「夢の花」C/W。
8. 白い日記帳
9thシングル「コバルトブルー」C/W。
9. カラビンカ
9thシングル「コバルトブルー」C/W。
10. 夜空
10thシングル「キズナソング」C/W。
11. フラッシュバック
11thシングル「ブラックホールバースデイ」C/W。
12. ハッピーエンドに憧れて
12thシングル「初めての呼吸で」C/W。
13. 番茶に梅干し
12thシングル「初めての呼吸で」C/W。
14. 天国への翼
13thシングル「カオスダイバー」C/W。
15. ザクロ＜New Recording＞
インディーズシングル「風船」収録曲の新録バージョン。
16. 桜雪＜New Recording＞
インディーズシングル「風船」収録曲の新録バージョン。
17. 何もない世界
コンピレーション・アルバム「極東最前線2[2]」収録。

### Disc 2
1. カウントダウン
13thシングル「カオスダイバー」C/W。
2. 果てしない物語
14thシングル「声」C/W。
3. イカロスの空
14thシングル「声」C/W。
4. 共鳴
15thシングル「美しい名前」C/W。
5. 真冬の光
16thシングル「罠」C/W。
6. 水芭蕉
16thシングル「罠」C/W。
7. 赤い靴
17thシングル「覚醒」C/W。
8. 神の悪戯
18thシングル「戦う君よ」C/W。
9. パラノイア
18thシングル「戦う君よ」C/W。
10. 栄華なる幻想
18thシングル「戦う君よ」C/W。
11. 真夜中のライオン
19thシングル「閉ざされた世界」C/W。
12. 警鐘
19thシングル「閉ざされた世界」C/W。
13. 一つの光
20thシングル「シリウス」C/W。
14. クリオネ
20thシングル「シリウス」C/W。
15. 舞い上がれ＜Band Version＞
20thシングル「シリウス」初回盤収録C/Wのバンドバージョン。
16. 砂の旅人
コンピレーション・アルバム「スペースシャワー列伝〜宴〜[3]」収録。
17. コオロギのバイオリン
歌詞集「生と死と詞」収録。